# Artemisia rupestris
Artemisia rupestris es una especie  que pertenece a la familia de las asteráceas.

## Descripción
Arbusto pequeño con numerosos brotes extendidos que no florcen, y tallos florales ascendentes de 7-45 cm. Hojas unidivididas, los lóbulos lineales. Capítulos hemisféricos, inclinados, en una inflorescencia laxa ramosa. Brácteas involucrales oblongas, verdes, las internas pardas con márgenes de largos pelos.

## Distribución y hábitat
Se encuentra en Suecia y Rusia. En terreno rocoso abierto.

## Taxonomía
Artemisia rupestris fue descrita por  Carlos Linneo y publicado en Species Plantarum 2: 847. 1753.
Etimología
Hay dos teorías en la etimología de Artemisia: según la primera, debe su nombre a Artemisa, hermana gemela de Apolo y diosa griega de la caza y de las virtudes curativas, especialmente de los embarazos y los partos. Según la segunda teoría, el género fue otorgado en honor a Artemisia II, hermana y mujer de Mausolo, rey de la Caria, 353-352 a. C., que reinó después de la muerte del soberano. En su homenaje se erigió el Mausoleo de Halicarnaso, una de las siete maravillas del mundo. Era experta en botánica y en medicina.
rupestris: epíteto latino que significa "que se encuentra cerca de las rocas".
Sinonimia
- Absinthium viridiflorum var. rupestre (L.) Besser
- Absinthium viridifolium var. rupestre (L.) Besser
- Artemisia rupestris subsp. rupestris  (L.)
- Artemisia rupestris subsp. woodii Neilson[5]